# ذا دونا ريد شو
ذا دونا ريد شو (بالإنجليزية: The Donna Reed Show)‏ هو مسلسل كوميديا الموقف تم إنتاجه في الولايات المتحدة. بدأ عرضه في سنة 1958. عرض على هيئة الإذاعة الأمريكية. بلغ عدد مواسم المسلسل 8 مواسم، بلغ عدد حلقاته 275 حلقة، وتبلغ مدة الحلقة الواحدة 24 دقيقة. تم بث المسلسل لأول مرة بتاريخ 24 سبتمبر 1958 بينما تم بث آخر حلقة منه بتاريخ 19 مارس 1966 بعد أن استمر لقرابة 8 أعوام. من بطولة دونا ريد، كارل بيتز، شيلي فاباريس، بول بيترسن وباتي بيترسن. فازت نجمته دونا ريد بجائزة الغولدن غلوب لأفضل ممثلة تلفزونية عن دورها فيه.

## روابط خارجية
- ذا دونا ريد شو على موقع IMDb (الإنجليزية)
- ذا دونا ريد شو على موقع ميتاكريتيك (الإنجليزية)
- ذا دونا ريد شو على موقع الموسوعة البريطانية (الإنجليزية)
- ذا دونا ريد شو على موقع كينوبويسك (الروسية)
- ذا دونا ريد شو على موقع ألو سيني (الفرنسية)
- ذا دونا ريد شو على موقع قاعدة بيانات الفيلم (الإنجليزية)